# Juan Fernández Cabellos de Oro
Juan Fernández Cabellos de Oro (m. Salamanca, 1303). Ricohombre leonés e hijo ilegítimo del deán Fernando Alfonso de León y de la dama Aldara López de Ulloa.
Fue señor del castillo de Carpio-Bernardo y, entre otras, de las villas de Castroponce, Villacidas y Bricianos. Y ocupó los cargos de mayordomo mayor del rey Sancho IV de Castilla, adelantado mayor de la frontera de Andalucía, adelantado mayor de Galicia y merino mayor de Galicia.
Fue nieto del rey Alfonso IX de León.

## Orígenes familiares
Fue hijo ilegítimo del deán Fernando Alfonso de León y de su amante, Aldara López de Ulloa. Por parte paterna era nieto del rey Alfonso IX de León y de una dama llamada Maura, y por parte materna era nieto de Lope Rodríguez de Ulloa.
Fue primo carnal del rey Alfonso X de Castilla y de la reina María de Molina, y tío segundo del rey Sancho IV de Castilla.

## Biografía

### Juventud y actuaciones durante el reinado de Alfonso X

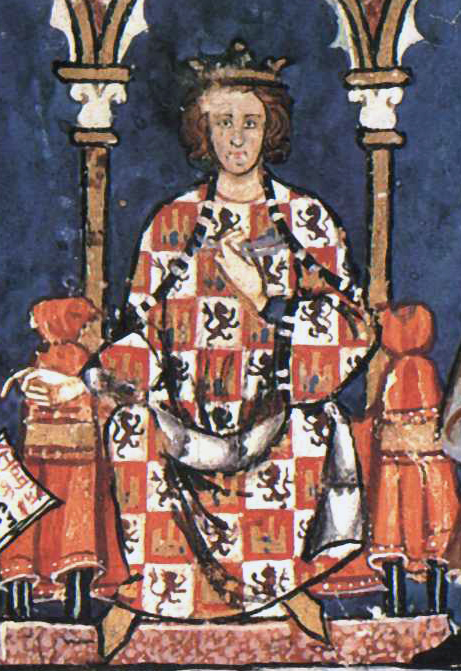
Alfonso X de Castilla en una miniatura medieval del Libro de los juegos.

Se desconoce su fecha de nacimiento. Su padre, Fernando Alfonso de León, ocupó los cargos de deán de la catedral de Santiago de Compostela, arcediano de la catedral de Salamanca y canónigo de la catedral de León y falleció el día 10 de enero de 1278, aunque otros historiadores afirman que debió fallecer aproximadamente entre 1281 y 1286, ya que en esta última fecha su hijo Juan Fernández recibió «en renta» algunas posesiones que su padre había recibido a su vez del cabildo catedralicio de Salamanca.
A Juan Fernández Cabellos de Oro se le ha confundido frecuentemente con Juan Fernández de Limia, ya que ambos personajes fueron coetáneos y ambos llegaron a ocupar el cargo de adelantado mayor de la frontera de Andalucía. Además, la primera confirmación de Juan Fernández en un privilegio rodado fue en 1276 y apareció como: «Don Johán Ferranz, sobrino del rey, merino de Gallizia».
Juan Fernández fue señor del castillo de Carpio-Bernardo, por concesión de su tío, el rey Fernando III de Castilla, y también de Castroponce, Villacidas, Bricianos y de otros «muchos pueblos y vasallos», como afirmó Manuel Villar y Macías en el tomo I de su Historia de Salamanca.
Debido a su nacimiento, Juan Fernández era primo hermano del rey Alfonso X de Castilla, pero debido a la notable diferencia de edad entre ambos en los documentos de la época siempre apareció con el título de «sobrino del rey» y no con el de «cormano del rey», que habría sido el apropiado, y por su condición de miembro de la familia real castellana quedó incluido en la nómina de familiares del rey que desempeñaron altos cargos tanto en la Corte como en la administración territorial. Y debido a su matrimonio con María Andrés de Castro y posteriormente con Juana Núñez de Lara, Juan Fernández emparentó primero con la Casa de Castro y posteriormente con la Casa de Lara y la de Mendoza, como advirtió Braulio Vázquez Campos, lo que le hacía pertenecer a la alta nobleza de Galicia.
Juan Fernández ocupó el cargo de merino mayor de Galicia, aproximadamente, entre 1274 y 1277, y en los últimos años del reinado de Alfonso X su nombre apareció en los privilegios rodados entre los confirmantes nobles leoneses. Y conviene señalar que después de Juan Fernández el cargo de merino mayor fue ocupado por Esteban Fernández de Castro, que lo hizo aproximadamente entre los años 1279 y 1281.
Durante la rebelión del infante Sancho de Castilla contra su padre, Alfonso X, Juan Fernández apoyó al infante en los primeros momentos, pero en 1283 entró al servicio de Alfonso X junto con Álvaro Núñez de Lara, Nuño Fernández de Valdenebro, y Fernán Pérez de Limia, sumándose a ellos poco después el infante Juan de Castilla, que era hijo de Alfonso X. Los tres individuos antes mencionados, entre otros ricoshombres, abandonaron al infante Sancho y, previo consentimiento del infante, se dirigieron sin que nadie les estorbase el paso al reino de Portugal, desde donde viajaron a la ciudad de Sevilla, donde se hallaba Alfonso X. Y el nombre de Juan Fernández aparece entre los confirmantes de un privilegio real expedido por Alfonso X el día 10 de enero de 1284, en plena época de la rebelión del infante Sancho contra su padre.
Tras su llegada a la ciudad de Sevilla, Juan Fernández tomó parte en la expedición que, encabezada por el infante Juan de Castilla el de Tarifa y por Fernán Pérez Ponce de León, tenía por objeto apoderarse de la ciudad de Mérida, que se hallaba en manos de los partidarios del infante Sancho. En la misma expedición tomaron parte Álvaro Núñez de Lara, Nuño Fernández de Valdenebro, Pedro Páez de Asturias y Fernán Fernández de Limia, y la ciudad de Mérida fue ocupada rápidamente por las tropas de Alfonso X.

### Actuaciones durante el reinado de Sancho IV (1284-1295)

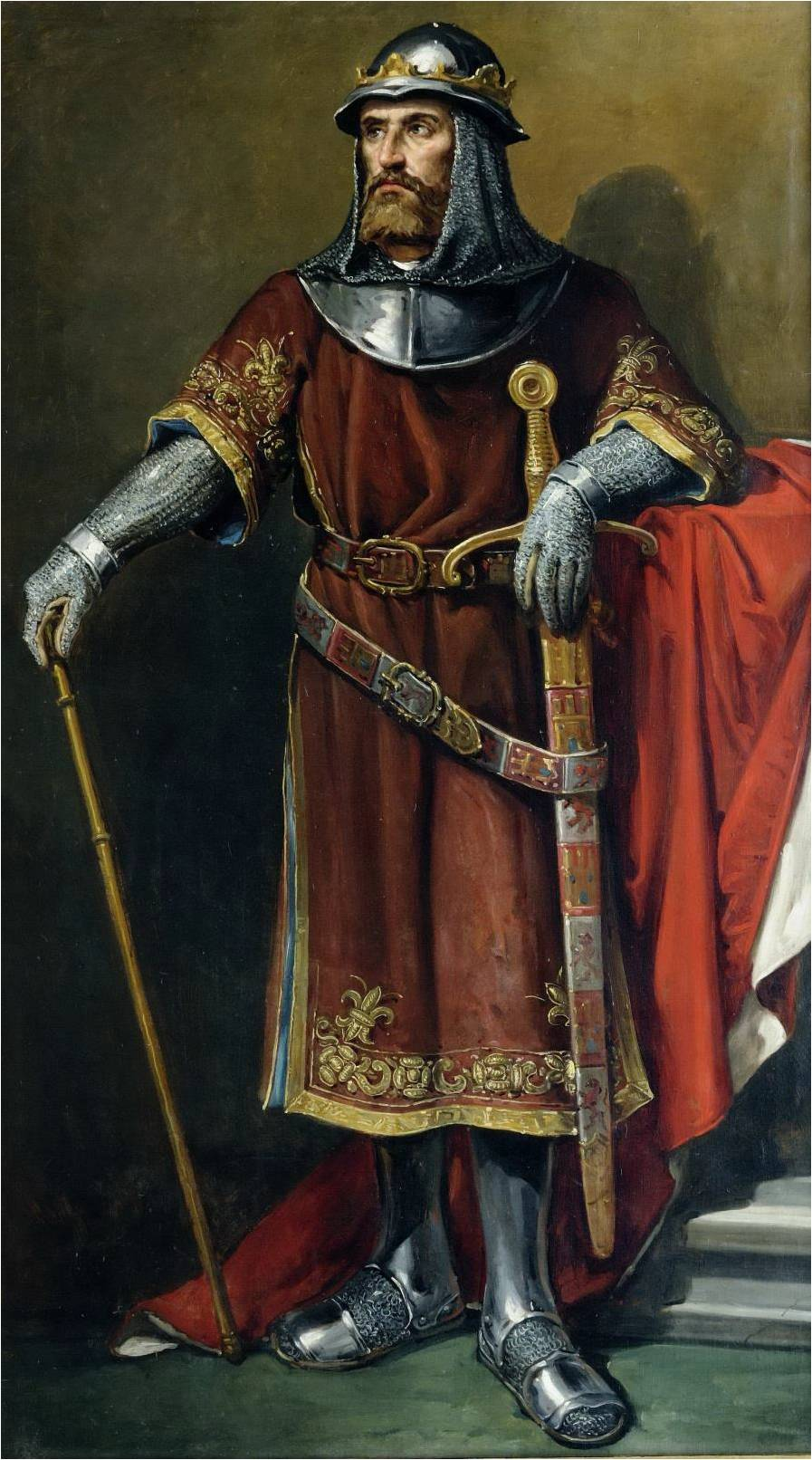
Retrato imaginario de Sancho IV de Castilla, por José María Rodríguez de Losada. (Ayuntamiento de León).

Alfonso X de Castilla falleció en la ciudad de Sevilla el día 4 de abril de 1284, siendo sucedido en el trono por su hijo, Sancho IV. Sin embargo, el infante Juan de Castilla, que era hijo de Alfonso X, intentó apoderarse de la ciudad de Sevilla, pero los ricoshombres que se hallaban allí, y entre los que figuraban Juan Fernández y Fernán Pérez Ponce de León, impidieron que el infante Juan consiguiera sus propósitos, ya que habían jurado reconocer al infante Sancho como rey tras la muerte de su padre.
A finales de mayo o principios de junio de 1284 Sancho IV fue recibido en Córdoba por un destacado grupo de nobles entre los que figuraban Juan Fernández y el propio infante Juan, y todos ellos acompañaron a Sancho IV hasta Sevilla y le hicieron entrega de todos los «castillos y fortalezas», como señaló Mercedes Gaibrois de Ballesteros. Poco después Juan Fernández fue nombrado merino mayor de Galicia y señor de Castroponce y de otras villas, y el nuevo monarca nombró al mismo tiempo mayordomo mayor al infante Juan y adelantado mayor de Murcia a García Jofré de Loaysa.
El día 11 de febrero de 1286, y en la ciudad de Salamanca, Juan Fernández aprobó las donaciones que su padre había hecho a favor del cabildo catedralicio salmantino y de la diócesis de Salamanca y se comprometió a obtener un privilegio del rey Sancho IV para que el mencionado cabildo y su deán poseyesen la ciudad de Palencia y la villa de Negrilla «por privilegio y donación del rey, libres y exentas en cuanto pudiese».
El 9 de mayo de 1286 Juan Fernández, como merino mayor de Galicia, ordenó que el concejo de la ciudad de Lugo cumpliera lo dispuesto por Sancho IV en una carta del 4 de febrero de 1286, en la que el monarca ordenaba que al obispo de Lugo deberían entregárseles la enseña y las llaves de la ciudad de Lugo en reconocimiento del señorío que el prelado ejercía sobre la ciudad.
En agosto de 1286, y en el transcurso de la peregrinación a Santiago de Compostela realizada por Sancho IV para conocer el estado de la zona, Juan Fernández fue cesado como merino mayor de Galicia y reemplazado por Juan Rodríguez, que asumió un nuevo cargo llamado «teniente la justicia por el Rey en Galicia et en Asturias». En aquella época hubo desórdenes en Galicia que no fueron convenientemente atajados por Juan Fernández, y Vázquez Campos resumió así la situación:

La ineficacia del sistema de merindades mayores, en manos de la alta aristocracia, era en esos momentos manifiesta, debido en gran medida a las propias injerencias de los ricoshombres en la labor judicial regia. La situación se agravaba en Galicia, donde eran endémicas las malfeyturas de caballeros, prelados y magnates.

José Manuel Nieto Soria afirmó que la impresión obtenida por Sancho IV de la gestión de Juan Fernández como merino tal vez «no debió de ser muy positiva». Y es muy posible que la destitución de Juan Fernández estuviera relacionada con el ascenso al poder en la Corte castellana del conde Lope Díaz III de Haro, señor de Vizcaya y privado del rey Sancho IV entre los años 1286 y 1288, ya que hay constancia de que durante la privanza del conde, Juan Fernández, que seguramente pertenecía a la facción que se le oponía, fue despojado de sus cargos en favor de los aliados del señor de Vizcaya, que los monopolizaron totalmente.
El conde Lope Díaz III de Haro murió asesinado en Alfaro a manos del rey Sancho IV el día 8 de junio de 1288, y después de su muerte Juan Fernández fue elegido para reemplazarle como mayordomo mayor del rey, habiendo además constancia de que se benefició en esta época de algunas rentas que anteriormente habían disfrutado el señor de Vizcaya y el infante Juan, que también cayó en desgracia después del asesinato del conde en Alfaro. Y conviene señalar que durante el siglo XIII y hasta mediados del siglo XIV el cargo de mayordomo mayor del rey fue siempre ocupado, como indicó Cañas Gálvez, por las «personalidades más relevantes» de la Corte castellana, ya que a menudo fue desempeñado por miembros de la familia real.
Pero a pesar de su cargo de mayordomo mayor del rey, Juan Fernández no era uno de los ricoshombres «más importantes del reino», como señaló Vázquez Campos, ya que así se deduce de los repartos de soldadas del año 1292. Y la causa de ello, en opinión de dicho autor, es que posiblemente el rey Sancho IV y/o sus nuevos colaboradores no deseaban que ningún noble «eclipsara a los demás en la privanza regia y en los principales oficios», como había ocurrido con el conde Lope Díaz III de Haro. Y por ello no resulta sorprendente que, al mismo tiempo que Juan Fernández ocupaba la mayordomía mayor del rey, Alfonso Téllez de Molina, que era hermano de la reina María de Molina, y que tampoco era uno de los más poderosos nobles, fuera nombrado alférez del rey. Y Gaibrois de Ballesteros afirmó lo siguiente con respecto a Juan Fernández y a Alfonso Téllez de Molina, a quien denominó Alfonso de Meneses:

El rey don Sancho había tenido un verdadero acierto en la elección de su mayordomo y de su alférez; don Juan Fernández,
Cabellos de Oro, y don Alfonso de Meneses, cuyos caracteres eran una contraposición de las tendencias de los López de Haro, se habían acreditado como leales caballeros, sesudos y mesurados, condiciones esencialísimas para quienes debían gobernar la casa real y las milicias del rey; estos dos hombres eran conscientes de la responsabilidad que entrañaba el honrado cumplimiento de los deberes impuestos al aceptar aquellos cargos de suprema honra y confianza.

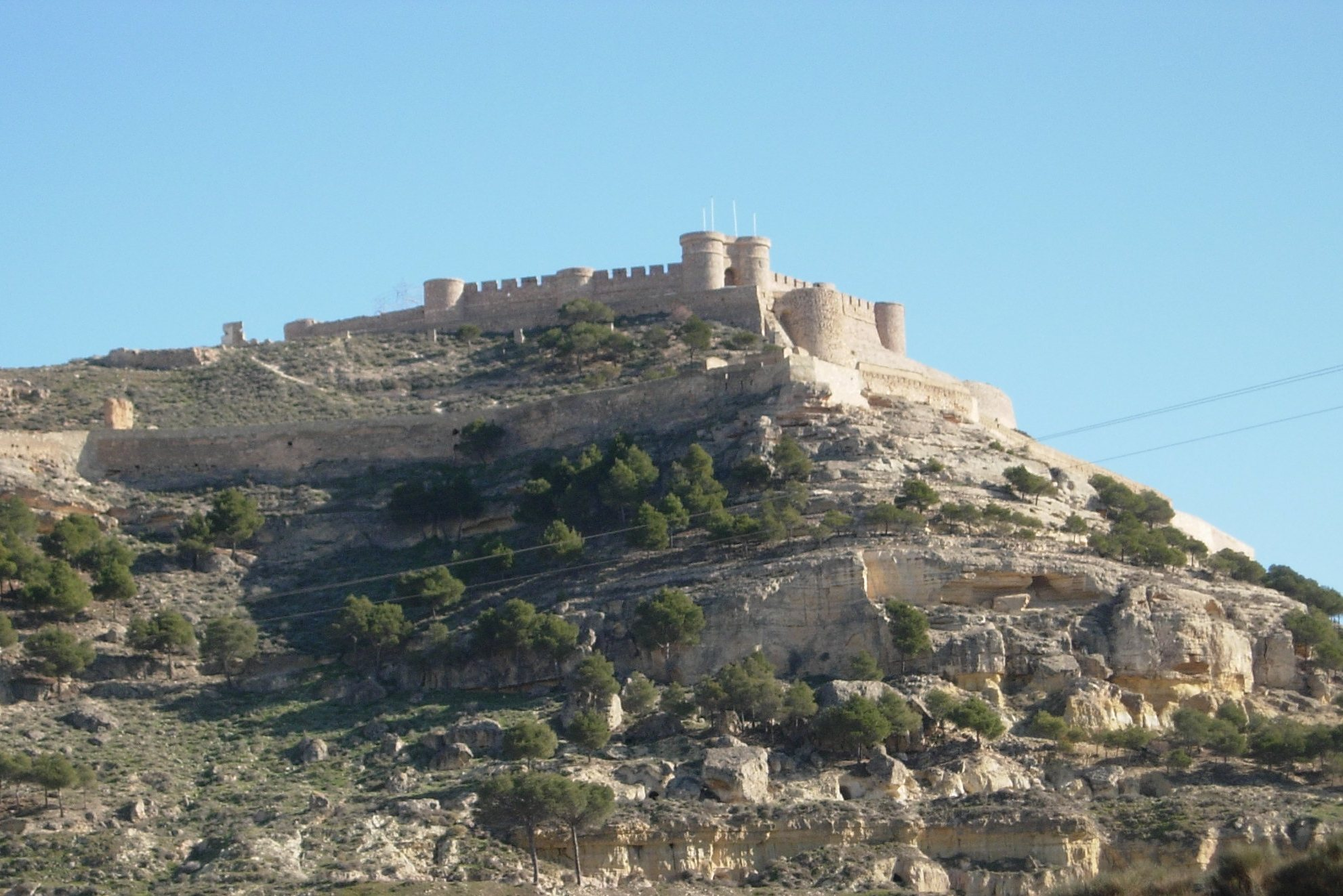
Vista general del castillo de Chinchilla de Montearagón. (Provincia de Albacete).

En la corte castellana, a pesar del asesinato del conde Lope Díaz III de Haro, continuaron existiendo dos grandes bandos o «parcialidades», y en uno de ellos militaban los partidarios de reconciliar al rey con los miembros de la Casa de Lara, y en el otro los que deseaban que fueran los miembros de la Casa de Haro los que se aproximaran al monarca. Y aunque se desconoce en cuál de los dos bandos militó Juan Fernández, en opinión de Vázquez Campos es muy probable que en algún momento figurara en el grupo de nobles que se oponían a Juan Núñez I de Lara, el señor de la Casa de Lara.
En 1290 Juan Núñez I de Lara, que deseaba recuperar el señorío de Albarracín, invadió con sus tropas el reino de Castilla y atacó las tierras de Cuenca y Alarcón, y hallándose allí, le dieron alcance las tropas castellanas, dirigidas por Esteban Fernández de Castro, señor de Lemos y pertiguero mayor de Santiago, que iba acompañado por Juan Fernández Cabellos de Oro, mayordomo mayor del rey Sancho IV, Ruy Gil de Villalobos, Pay Gómez Charino, Esteban Pérez Florián, Lope Rodríguez, y los hombres de Sancho de Castilla el de la Paz, señor de Ledesma. Y en la batalla que libraron a continuación ambos ejércitos en las cercanías de Chinchilla de Montearagón, las tropas de Juan Núñez I de Lara derrotaron completamente a las tropas de Sancho IV, les causaron muchas bajas y se apoderaron «de todos los pendones que llevaban», y según algunos cronistas los vencedores, con sólo trescientos jinetes, derrotaron a los mil cuatrocientos jinetes de Esteban Fernández de Castro.

Tras su victoria, el señor de la Casa de Lara regresó al reino de Aragón, donde el 22 de agosto de 1290, y en la ciudad de Valencia, rindió homenaje al rey Alfonso III de Aragón en compañía de su hijo, Juan Núñez II de Lara. Y posteriormente, y como garantía del acuerdo de paz entre Sancho IV y Juan Núñez I de Lara, este último exigió al monarca la entrega de algunos rehenes entre los que figuraba Juan Fernández Cabellos de Oro, aunque todos ellos fueron liberados cuando Sancho IV aceptó una de las condiciones exigidas por el señor de Lara que consistía en que los castillos de San Esteban de Gormaz, Castrojeriz, Fermoselle y Trastámara fueran entregados a vasallos del rey que rindieran homenaje a Juan Núñez I de Lara. Y el día 18 de junio de 1291, en la ciudad de Valladolid, Juan Fernández fue uno de los nobles presentes en la entrega de la carta de arras que Esteban Fernández de Castro, pertiguero mayor de Santiago, dio a Violante Sánchez de Castilla, que era hija ilegítima de Sancho IV, en nombre de su hijo Fernando Rodríguez de Castro.

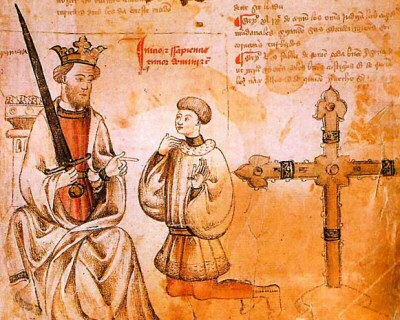
Miniatura medieval que representa al rey Sancho IV de Castilla.

A mediados de septiembre de 1291 Juan Fernández fue despojado del cargo de mayordomo mayor del rey en favor de Juan Núñez I de Lara, pero pronto recuperó el cargo y a finales de noviembre de 1292 volvió a aparecer con ese título en los documentos de la época. Sin embargo, su segunda etapa como mayordomo mayor fue muy breve, ya que en abril de 1293 fue reemplazado por Ruy Pérez Ponce de León, que era maestre de la Orden de Calatrava.
En las rentas ciertas de Castilla de 1292, a Juan Fernández le correspondieron 30.600 maravedís, y en los derechos del reino de León del mismo año le correspondieron 33.800 maravedís, por lo que en total recibió como soldada en ese año una suma de 64.400 maravedís.
Entre mayo de 1293 y agosto de 1295 Juan Fernández desempeñó el cargo de adelantado mayor de la frontera de Andalucía, habiendo sido precedido en el mismo por el infante Juan de Castilla el de Tarifa, que era hijo de Alfonso X y hermano del rey Sancho IV. El primer documento en el que Juan Fernández aparece con el título de adelantado mayor de la Frontera fue expedido el día 2 de mayo de 1293, y el último documento en el que el infante Juan aparece con el mismo es del día 22 de noviembre de 1292.
Mercedes Gaibrois de Ballesteros pareció sugerir, en opinión de Vázquez Campos, que el nombramiento de Juan Fernández como adelantado mayor de la Frontera fue una de las «precauciones» que el rey Sancho IV adoptó en 1293 en relación con el deseo de los benimerines y de los granadinos de reconquistar la ciudad de Tarifa. Y dicha historiadora también afirmó que el papel de Juan Fernández, aunque secundario, fue «notable» en aquella época en la defensa de Andalucía contra los musulmanes, aunque no afirmó categóricamente que fuera consecuencia de su actividad como adelantado mayor. Y Braulio Vázquez Campos, por su parte, se preguntó si la actividad militar de Juan Fernández en aquella época formó parte de su labor como adelantado:

Como se ve, las pruebas documentales atestiguan una apreciable actividad bélica por parte de Juan Fernández. La pregunta que surge es: ¿Formaba parte de su labor como adelantado? En mi opinión, no necesariamente. Explicándome concisamente, tenemos dos hechos: Juan Fernández era adelantado de Andalucía; Juan Fernández era un ricohombre. Como adelantado, debía ejercer como juez territorial en este territorio; como ricohombre que cobraba una soldada, estaba obligado a cierto servicio militar. Su presencia en Andalucía como juez determinaba dónde realizar esas prestaciones guerreras. Lo que me interesa resaltar es que la atribución al adelantado de la Frontera de la dirección militar del territorio de su jurisdicción está basada sólo en suposiciones, por lo que al siglo XIII se refiere. Si algo vienen demostrando los documentos emitidos por los adelantados, es que eran ante todo jueces. Y si tuvieron alguna actividad militar en Andalucía, su importancia dependía totalmente de su calidad de ricoshombres, no de oficiales regios.

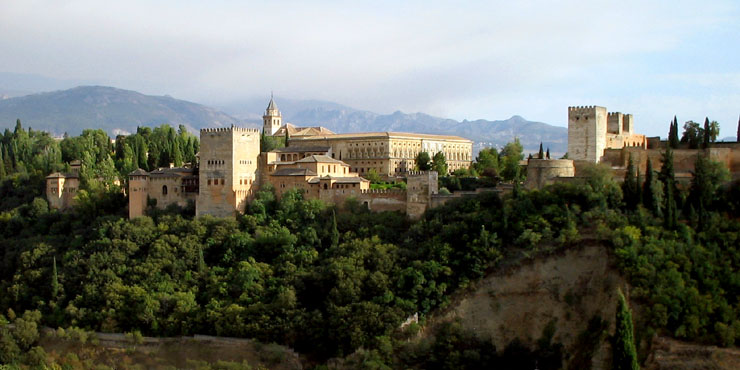
Vista de la Alhambra de Granada.

En 1293 Juan Fernández ayudó a sofocar la rebelión que el infante Juan y Juan Núñez II de Lara protagonizaron en esa época contra el rey Sancho IV de Castilla, aunque Vázquez Campos, por su parte, señaló que Juan Fernández «tal vez» ayudara a aplastar esa rebelión y también que a ningún historiador «se le ha ocurrido» relacionar ese hecho con su cargo de adelantado mayor de la Frontera.
El día 20 de noviembre de 1293 Juan Fernández pronunció una sentencia que autorizaba a los vecinos de Úbeda a «cortar leña y pescar» en los montes y ríos de Santisteban sin pagar derecho alguno. Y el día 1 de febrero de 1294 Juan Fernández ordenó a los alcaldes del rey en Niebla que los judíos no prestaran a más del tres por cuatro, según lo establecido por Sancho IV en una carta que envió al concejo de Sevilla, ya que los hombres buenos del concejo de Niebla habían protestado ante el adelantado mayor por causa de los préstamos. Y en ambos documentos Juan Fernández aparecía con el título de «adelantado mayor en la frontera por el muy noble rey don Sancho y por el infante don Fernando so hijo primero heredero», lo que demuestra, en opinión de Vázquez Campos, la preocupación del rey por asociar el nombre del infante Fernando, que era el heredero del trono, al del propio monarca, ya que el rey no gozaba de buena salud y tal vez sabía que pronto moriría y que dejaría el reino en una delicada situación.
El rey Sancho IV de Castilla falleció en la ciudad de Toledo el día 25 de abril de 1295.

### Actuaciones durante el reinado de Fernando IV (1295-1303)

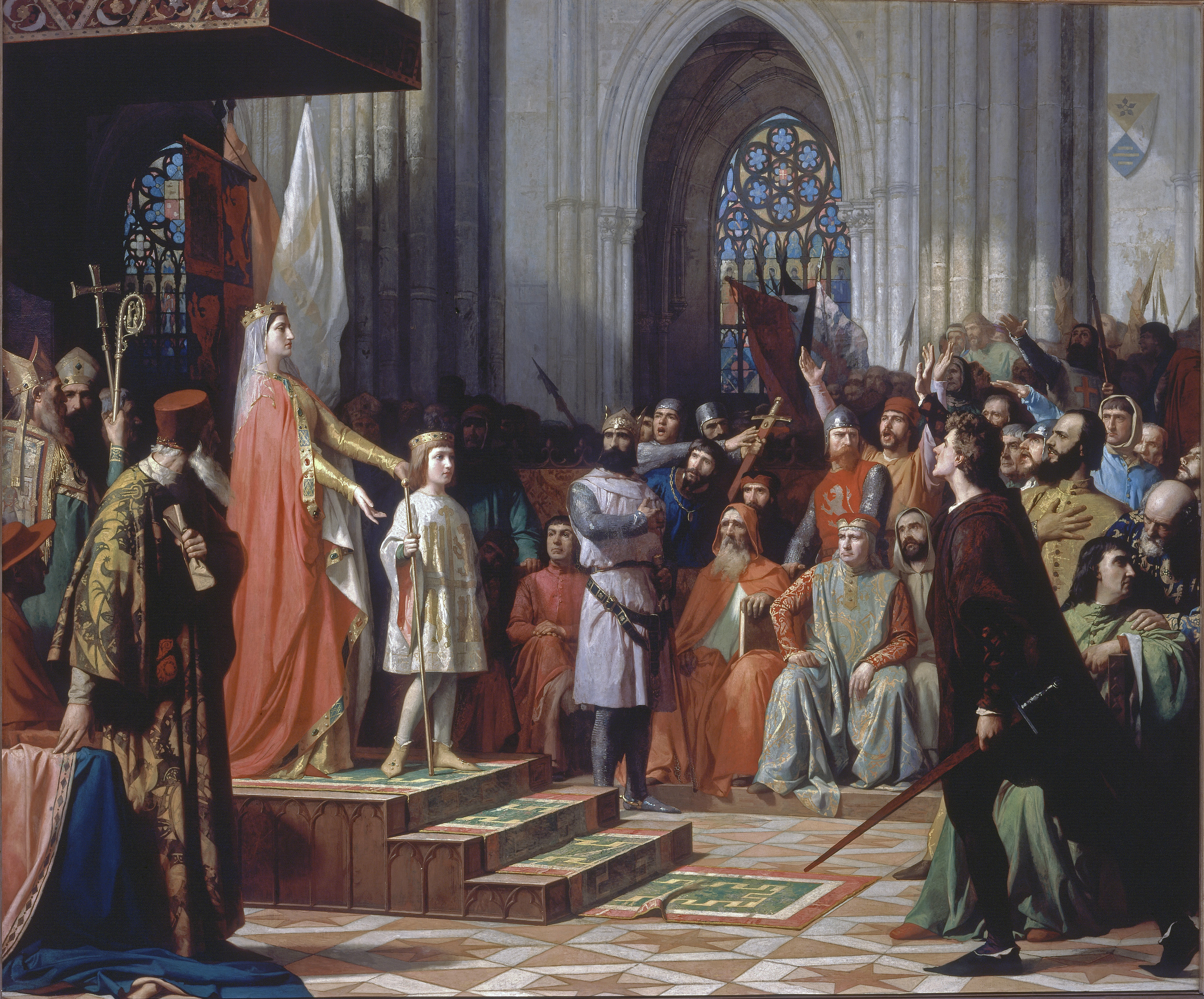
María de Molina presenta a su hijo Fernando IV en las Cortes de Valladolid de 1295. Óleo sobre lienzo de Antonio Gisbert Pérez. 1863. (Congreso de los Diputados de España).

Fernando IV de Castilla, que tenía nueve años de edad en el momento de la muerte de su padre, fue proclamado rey en la catedral de Toledo y juró, según consta en la Crónica de Fernando IV, respetar y guardar los fueros de los nobles y plebeyos de su reino. La reina María de Molina y su hijo Fernando IV se enfrentaban en esos momentos al infante Juan de Castilla el de Tarifa, hijo de Alfonso X, que aspiraba a convertirse en rey de León, Sevilla y Galicia, a Alfonso de la Cerda, nieto de Alfonso X, que actuaba movido por el mismo propósito, al reino de Portugal, que apoyaba al infante Juan, y a los reinos de Aragón y de Francia, que apoyaban a Alfonso de la Cerda.
Al mismo tiempo, la reina María de Molina y el infante Enrique de Castilla el Senador, único hijo superviviente de Fernando III de Castilla, se disputaban la tutoría de Fernando IV, cuyo control supondría ejercer el gobierno efectivo del reino de Castilla, por lo que ambos buscaron el apoyo de los nobles y de los concejos de las ciudades castellanas. Y en las Cortes de Valladolid de 1295, que fueron las primeras del reinado de Fernando IV, la reina María de Molina consiguió que todos los procuradores rindiesen homenaje al rey Fernando IV y que reconociesen por tutor del rey al infante Enrique.
Juan Fernández ejerció el cargo de adelantado mayor de la Frontera aproximadamente hasta mediados de agosto de 1295, y hay constancia de que a finales de octubre de 1296 ya lo ejercía Pedro Ponce de León, pero en realidad se desconoce quién ocupó el cargo entre esas fechas, ya que es posible que tanto Juan Fernández como su sucesor lo hicieran.
Entre los años 1296 y 1299 Juan Fernández ocupó el cargo de adelantado mayor de Galicia, siendo en esa última fecha reemplazado por el infante Felipe de Castilla, que era hijo del rey Sancho IV y de la reina María de Molina y hermano de Fernando IV. No obstante, otros autores afirman que Juan Fernández ocupó el adelantamiento mayor de Galicia hasta el otoño de 1298.

En abril de 1297, y en relación con el proyecto de matrimonio entre Fernando IV y la infanta Constanza de Portugal, Juan Fernández llegó a Valladolid, donde se hallaba la reina María de Molina, y le transmitió la propuesta de matrimonio que en nombre del rey de Portugal le había hecho llegar Juan Alfonso de Alburquerque. Y a continuación la reina María de Molina comisionó a Juan Fernández para que viajara a Lisboa, donde se hallaba el rey Dionisio I de Portugal, y le transmitiera sus «contrapartidas y respuestas». Y varios meses después Juan Fernández llegó a Burgos, donde se hallaba la reina, y le comunicó que los portugueses habían aceptado las propuestas de la reina y que estaban conformes con que se celebrara el matrimonio, siendo todo ello relatado en un pasaje de la Crónica de Fernando IV:

Este rey D. Fernando estando en Valladolid, llegó y D. Juan Hernández, fijo del deán de Santiago, é fabló con la reyna é dixole en como D. Juan Alfonso de Alburquerque , á quien el rey de Portogal habia fecho conde, se viera con el dicho rey é que le fablara en casamiento del rey D. Fernando con la infanta Doña Costança, fija del rey de Portogal, asy como era ya tratado por el rey D. Sancho é por el rey de Portogal, é que si la reyna esto quisiese faser, que dexaria de faser guerra é que ayudarla al rey su fijo contra todos los omes del mundo, et veyendo la reyna quan mal se paravan los suyos á la guerra, ovólo de consentir, é mandó á D. Juan Fernandez que fuese á firmar el pleyto. É D. Juan Fernandez fuese luego...É estando en esto llegó D. Juan Fernandez é troxo el pleito firmado del casamiento del rey con la fija del rey de Portogal, en tal manera que diesen al rey de Portogal Olivencia é Onguela é Campo Mayor, que son en tierra de Badajoz, é que le diesen á San Felises que dicen de los Gallegos, que es en tierra de Cibdad Rodrigo...

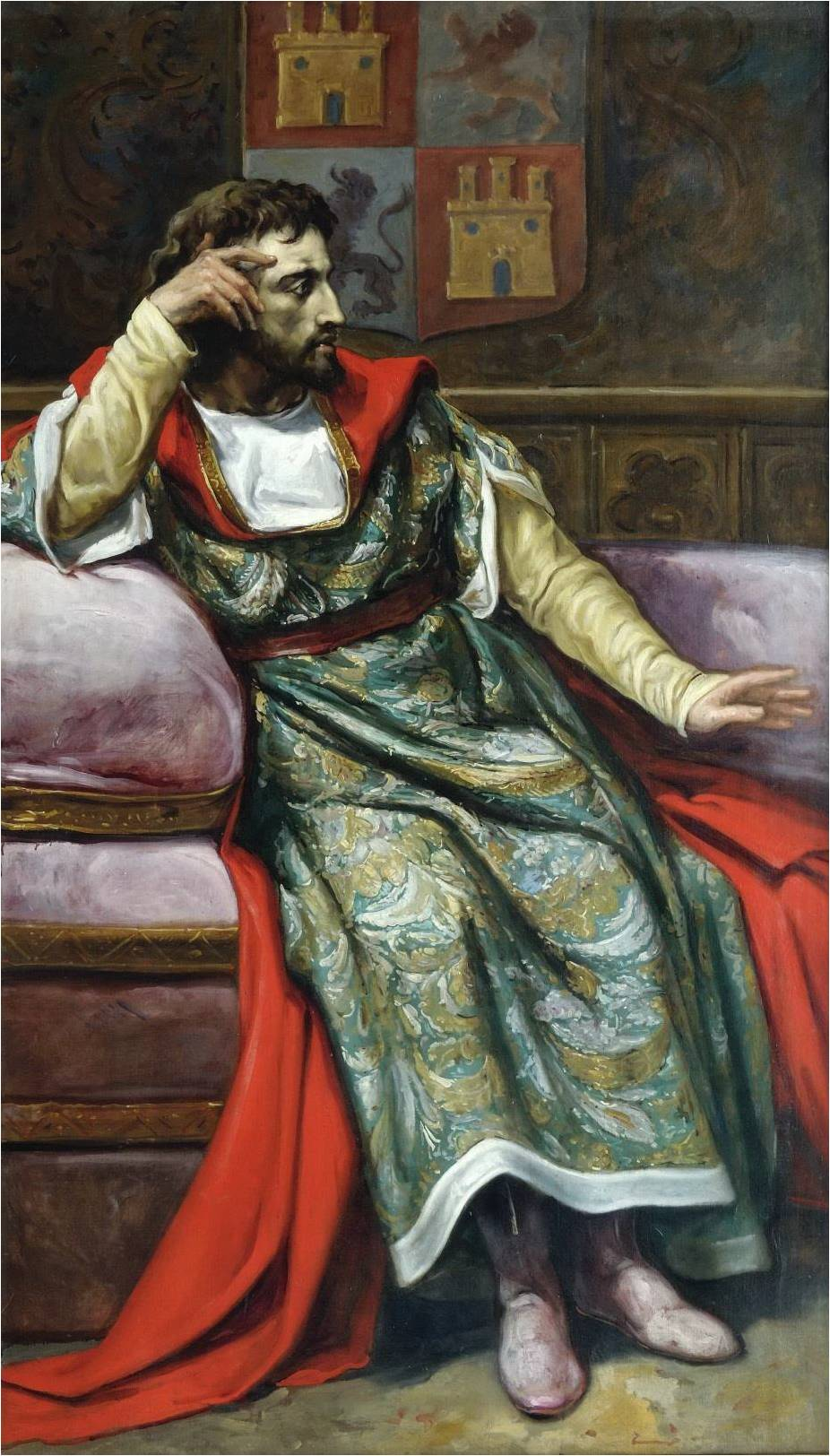
Retrato imaginario de Fernando IV de Castilla, por José María Rodríguez de Losada. Ca. 1892-1894. (Ayuntamiento de León).

La «labor y arbitrio» de Juan Fernández, como señalaron algunos autores, en las negociaciones entre Castilla y el reino de Portugal, motivaron que el rey Fernando IV lo incluyera entre los confirmantes del tratado de Alcañices, que fue suscrito por ambos países el día 12 de septiembre de 1297, aunque las negociaciones previas comenzaron en la primavera de ese año y habían sido llevadas a cabo por Juan Fernández. Y la experiencia diplomática de Juan Fernández en la Corte portuguesa, según dichos historiadores, fue también «avalada» por los concejos del reino de León, ya que en la primavera de 1298 estos últimos y la reina María de Molina enviaron a Juan Fernández a que solicitara ayuda al rey de Portugal para hacer frente a la rebelión del infante Juan y de los nobles rebeldes que en esos momentos se hallaban en guerra con Fernando IV de Castilla, siendo todo ello relatado en el capítulo III de la Crónica de Fernando IV:

É veyendo la reyna en como D. Enrique é los otros ricos omes et hijosdalgos de las tierras se paraban muy mal á la guerra é defender la tierra, acordó con los de los concejos que enbiasen rogar al rey de Portogal que viniese con su cuerpo á ayudar al rey su fijo, é enbiaron allá á D. Juan Fernandez é dos omes buenos de las villas con él, é desque llegaron á él á Lisbona é le mostraron la mandaderia con que ivan, respondióles muy bien é dixoles que le plasia é que vernia con su cuerpo é con todo su poder á ayudar al rey D. Fernando, é puso plaso que moveria para venir para el Sant Juan, é tornaron á la reyna con esta respuesta.

En el otoño de 1298, según algunos autores, Juan Fernández fue despojado del cargo de adelantado mayor de Galicia por su vinculación a la Casa de Castro, y también aseguran dichos historiadores que esta vinculación provocó que entre los años 1298 y 1300 Juan Fernández perdiera la confianza de la reina María de Molina, ya que en esa época los Castro gallegos se hallaban enemistados con la soberana. Sin embargo, a lo anterior habría que sumar que Juan Fernández se había casado en segundas nupcias con Juana Núñez de Lara, señora de Valdenebro e hija de Nuño Fernández de Lara, y que estos últimos pertenecían a una rama de la Casa de Lara que en 1298 había apoyado la rebelión del infante Juan, hijo de Alfonso X, en tierras gallegas.
Manuel Villar y Macías afirmó que el día 27 de julio de 1302 Juan Fernández asistió a las Cortes de Burgos y que confirmó el privilegio que en esa fecha el rey Fernando IV de Castilla concedió a la villa de Treviño. Y el mismo historiador aseguró que a principios de 1303, y por hallarse ya enfermo, Juan Fernández no pudo asistir personalmente, por lo que envió a un procurador, a la «junta» que hicieron en Valladolid algunos nobles para conseguir que el rey Fernando IV «apartase de su lado» al infante Juan de Castilla y a Juan Núñez II de Lara, señor de la Casa de Lara, aunque en realidad la mencionada «junta», como señaló César González Mínguez, tuvo lugar en el otoño de 1302.

### Testamento y muerte (1303)

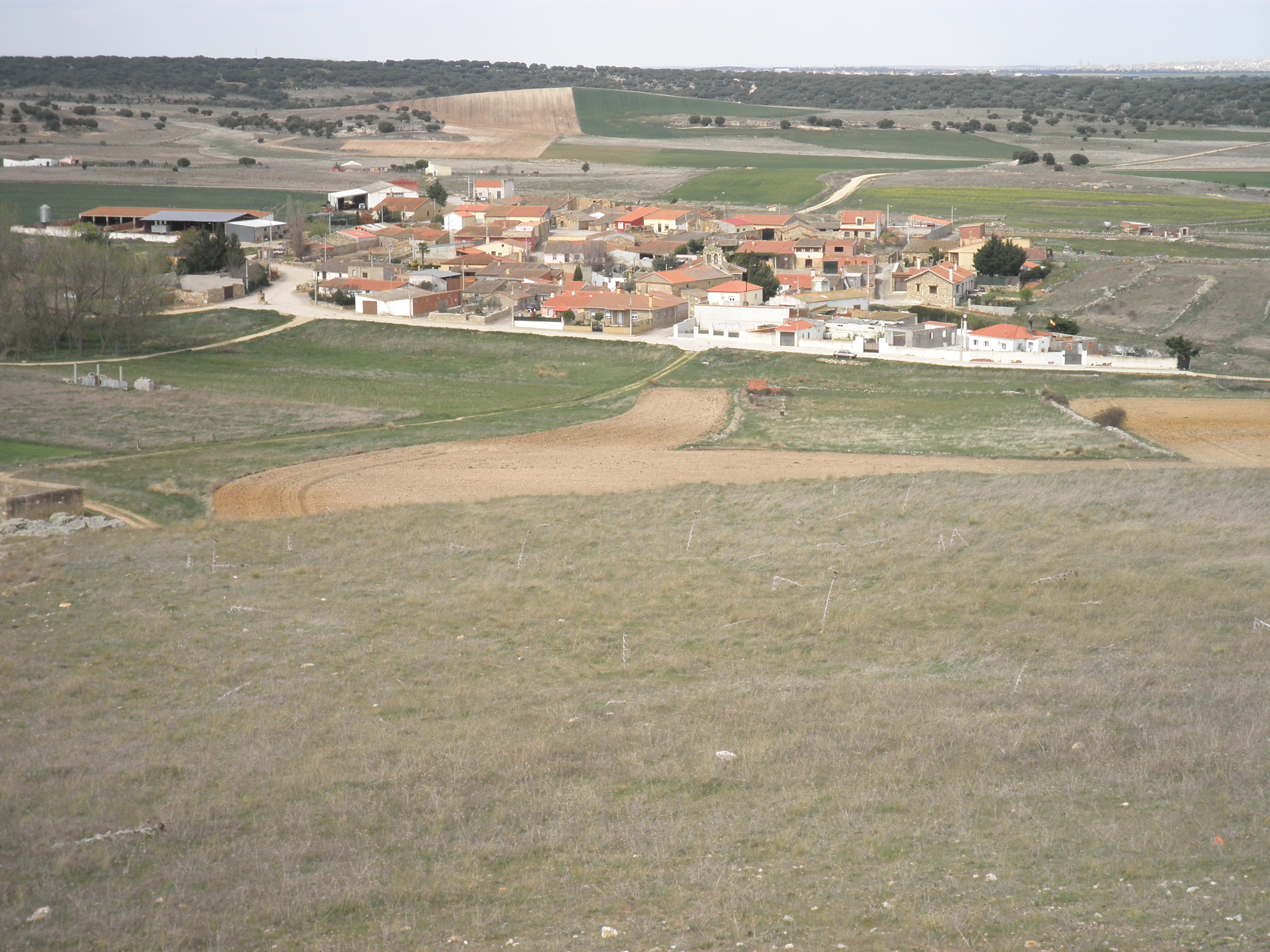
Vista del municipio de Carpio-Bernardo. (Provincia de Salamanca).

El día 7 de marzo de 1303, y en la ciudad de Salamanca, Juan Fernández otorgó un codicilo testamentario, y en él legaba al cabildo catedralicio salmantino 10 000 maravedís para fundar una capellanía y disponía que su cadáver debía recibir sepultura en la capilla que había dejado comenzada y donde estaba enterrada su esposa, María Andrés de Castro. Al mismo tiempo, Juan Fernández legó al cabildo salmantino sus heredades de Galisancho, Muñoz y Mercadillo, y Villar y Macías citó en el tomo I de su Historia de Salamanca algunos pasajes del mencionado codicilo:

mando al Cabildo de la Eglesia de Salamanca, do me mando soterrar diez mil maravedís, é que el Cabildo de la Iglesia que echen estos diez mil maravedís sobredichos en algún heredamiento, porque faga cada año aniversario por mí alma...Otrosí: mando que me sotierren en la iglesia de Santa María la See de Salamanca, en la capiella que yo tengo comenzada do yace doña María, mi mogier que foé, é mando que Gil Martin, mi mayordomo, que vaya por Mayor Fernández, mi mogier que foé, é que la traiga á Salamanca, é que la sotierre á par de mí...

Gil Martín, el mayordomo de Juan Fernández, quedaba obligado por el codicilo a «dar cuenta de las rentas de los heredamientos y vasallos» de este último a la reina María de Molina, prima de Juan Fernández y testamentaria suya. Y al mismo tiempo el otorgante suplicaba a la reina María de Molina:

á quien dejo la mi alma, é los mis fijos, é la pido que tome los mios fijos en la su merced; é mando á los mios fijos que so pena de la mi bendición, que nunca salgan de mandado de mi señora la reina, é la pido que ordene la casa dellos; é mando á Juan Fernández é Alfonso Fernandez mis fijos que ninguno dellos partan casa fasta que cada uno dellos sea de edad é por mandado de la reina...Otrosí: mando é tengo por bien que el mi castiello del Carpio, que me dió el rey don Fernando mio sennior, que luego que yo finare, que lo venda Gil Martin, mi mayordomo, é lo que valiere sea para pagar mis debdas.

Juan Fernández también dispuso en su codicio que su castillo de Carpio-Bernardo debería ser vendido, y hay constancia de que en 1313 la mencionada fortaleza fue adquirida por el concejo de Salamanca con la ayuda, por solicitud del mencionado concejo, del cabildo catedralicio salmantino y de los vasallos del obispo de Salamanca. Y en una carta otorgada por el concejo de Salamanca el día 13 de marzo de 1313 ante Esteban Juanes, que era escribano de la reina y del concejo, se estableció «que el caballero que lo obier de tener (el castillo), que faga homenaje dél á nos en esta manera: que cuando comprier á las personas é canónigos é companneros de la Eglesia, et á los otros clérigos de Salamanca é de su término, et á los vasallos del obispo de Salamanca, é del Cabildo é á sus omes que los coian y para defendimiento de sus cuerpos».
Juan Fernández Cabellos de Oro falleció en 1303 en la ciudad de Salamanca, aunque otros autores afirman que falleció en 1304 o entre finales de 1303 y principios de 1304, y el último privilegio rodado en el que apareció como confirmante fue emitido el día 19 de julio de 1303.

## Sepultura

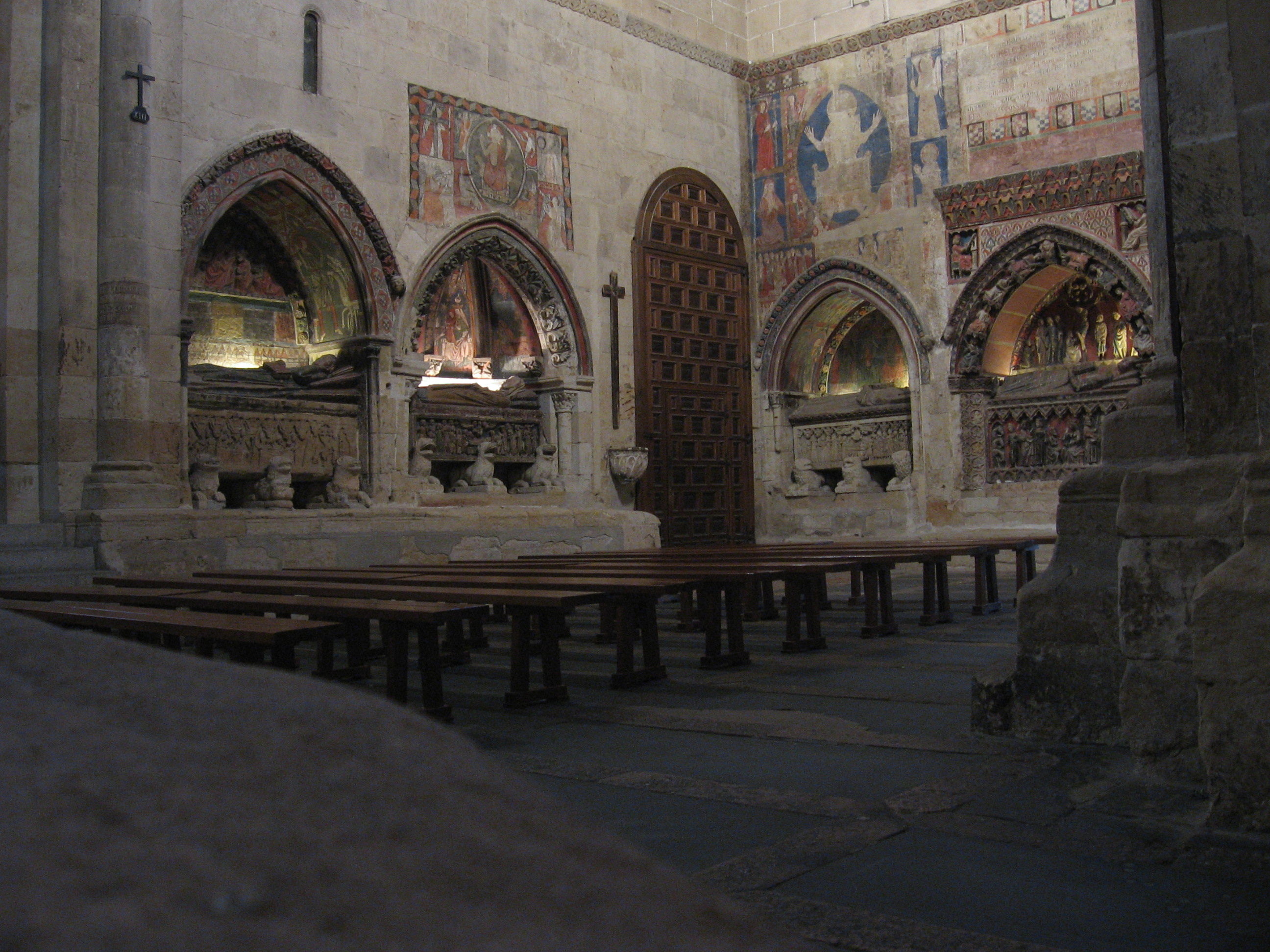
Sepulcros en el interior de la Catedral Vieja de Salamanca.

Fue sepultado en la catedral Vieja de Salamanca, y sus restos mortales fueron depositados en un sepulcro colocado en un arco de una capilla situada a los pies de la catedral que «hacía juego» con la capilla de San Martín, y Manuel Villar y Macías afirmó que esa capilla estaba «bajo la otra torre» de la catedral y donde en la actualidad se halla la escalera que permite acceder a la torre nueva. Sin embargo, los restos mortales de Juan Fernández fueron trasladados posteriormente, cuando se hicieron las obras de la catedral nueva, al lado de la Epístola de la capilla mayor de la catedral, y junto a su tumba se halla colocado en la actualidad el siguiente epitafio, que ha sido consignado por numerosos historiadores:

AQUI YACE DON JUAN FERNANDEZ, RICOHOMBRE, ADELANTADO MAYOR DE LA FRONTERA Y MERINO MAYOR DE GALICIA. HIJO MAYOR DE DON FERNANDO ALFONSO Y DE DOÑA ALDARA LOPEZ Y NIETO DEL REY DON ALFONSO IX DE LEON, QUE FINO EN SALAMANCA AÑO DE 1303.

El epitafio de Juan Fernández está redactado en letra humanística del siglo XVIII y grabado sobre una lápida de pizarra con las letras pintadas en oro. Y conviene señalar, por otra parte, que en la capilla mayor de la catedral Vieja de Salamanca también está sepultado el padre de Juan Fernández, el deán Fernando Alfonso de León, y que Juana Núñez de Lara, la segunda esposa de Juan Fernández, está enterrada en el mismo templo y en un sepulcro situado a los pies del templo y en el lado de la Epístola.

## Matrimonios y descendencia
Contrajo matrimonio por primera vez con María Andrés de Castro, hija del ricohombre Andrés Fernández de Castro, que fue señor de Lemos y Sarria y pertiguero mayor de Santiago, y de Mencía Rodríguez Girón, y fruto de su primer matrimonio nacieron al menos cinco hijos:
- Juan Fernández. Ricohombre de León y fallecido sin dejar descendencia.[89] Según Villar y Macías heredó de su padre las villas de Castroponce y Bustillo.[75]
- Alfonso Fernández. Ricohombre de León y muerto también sin dejar descendencia.[89] Y según Villar y Macías recibió a la muerte de su padre lugares de Villacidas y Bricianos.[75]
- Fernando Fernández.[2][19]
- Leonor Fernández. Heredó de su padre los lugares de Escobar y Fuentes.[75]
- Inés Fernández. Según Villar y Macías heredó las «haciendas» de Fuente Foinedo.[91]

Contrajo un segundo matrimonio, y después de 1282 según Jaime de Salazar y Acha, con Juana Núñez de Lara, señora de Valdenebro e hija de Nuño Fernández de Lara y de Inés Íñiguez de Mendoza, aunque no tuvieron descendencia.
| Predecesor: Juan de Castilla el de Tarifa | Adelantado mayor de la frontera de Andalucía 1292 - 1295 | Sucesor: Pedro Ponce de León     |
| Predecesor: Esteban Núñez                 | Adelantado mayor de Galicia 1296 - 1299                  | Sucesor: Felipe de Castilla      |
| Predecesor: Lope Díaz III de Haro         | Mayordomo mayor del rey 1288 - 1291                      | Sucesor: Juan Núñez I de Lara    |
| Predecesor: Juan Núñez I de Lara          | Mayordomo mayor del rey 1292 - 1293                      | Sucesor: Ruy Pérez Ponce de León |